# Иво Крањчевић
Иван Иво Крањчевић (Сарајево, 20. мај 1895 – Сарајево, 1968) је био хрватски и југословенски револуционар, члан Младе Босне и учесник Сарајевског атентата на аустроугарског надвојводу Франца Фердинанда.

## Биографија
Након Сарајевског атентата 28. јуна 1914. године, од Васе Чубриловића је узео револвер и бомбу који су били намењени за атентат и сакрио их у кући својих кумова. Пошто је аустроугарска полиција пронашла револвер и бомбу, у Сарајевском процесу је суђену Крањчевићу, Ивану Момчиловићу, Франу и Ангели Садило. По Мухарему Баздуљу, медији тога доба су Крањчевићу мењали име у Милан Крањчевић, да би сакрили његово хрватско порекло и представили атентат као српску заверу.
Крањчевић је осуђен на 10 година тешке робије, а његови кумови су ослобођени оптужби. Казну је најпре издржавао у затвору Терезин, заједно са Гаврилом Принципом, Трифком Грабежом и Лазаром Ђукићем, а у септембру 1917. године је пребачен у зенички затвор.
По ослобођењу 1918. године, наставио је да се дружи са преживелим атентаторима: Васом Чубриловићем, Цвјетком Поповићем и Мухамедом Мехмедбашићем.
Умро је 1968. године у Сарајеву.

## Дела
- Успомене једног учесника у Сарајевском атентату, Свјетлост, Сарајево 1964.